# Kriváň
Kriváň è un comune della Slovacchia facente parte del distretto di Detva, nella regione di Banská Bystrica. Il comune fu fondato nel 1955.